# Кириккудик (Степногорська міська адміністрація)
Кириккуди́к (каз. Қырыққұдық) — село у складі Степногорської міської адміністрації Акмолинської області Казахстану. Адміністративний центр та єдиний населений пункт Кириккудицької сільської адміністрації.
Населення — 631 особа (2021; 567 у 2009, 888 у 1999, 1241 у 1989).
Національний склад станом на 1989 рік:
- казахи — 60 %;
- росіяни — 21 %.

До 1998 року село називалося Черняховське, станом на 1999 рік назва писалась як Кирик-Кудик.